# Rectificador controlado de silicio

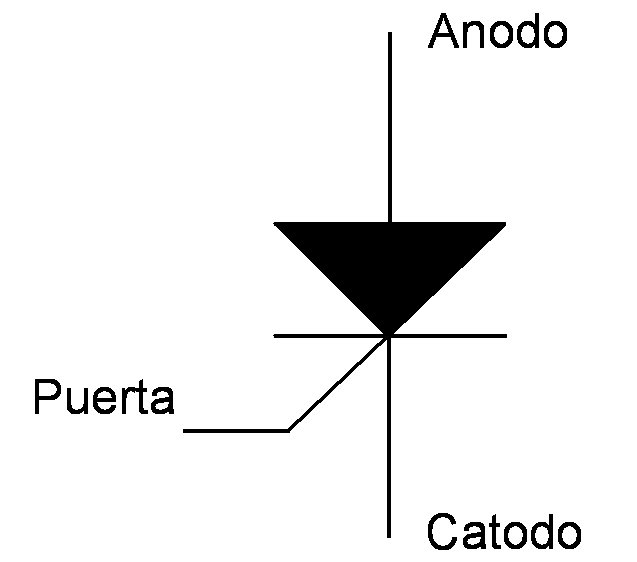
Símbolo del tiristor.

El rectificador controlado de silicio (en inglés SCR: Silicon Controlled Rectifier) es un tipo de tiristor formado por cuatro capas de material semiconductor con estructura PNPN o bien NPNP. El nombre proviene de la unión de Tiratrón (tyratron) y Transistor.

Tiristor.

Un SCR posee tres conexiones: ánodo, cátodo y gate (puerta). La puerta es la encargada de controlar el paso de corriente entre el ánodo y el cátodo. Funciona básicamente como un diodo rectificador controlado, permitiendo circular la corriente en un solo sentido. Mientras no se aplique ninguna tensión en la puerta del SCR no se inicia la conducción y en el instante en que se aplique dicha tensión, el tiristor comienza a conducir. Trabajando en corriente alterna el SCR se desexcita en cada alternancia o semiciclo. Trabajando en corriente continua, se necesita un circuito de bloqueo forzado, o bien interrumpir el circuito.
El pulso de conmutación ha de ser de una duración considerable, o bien, repetitivo si se está trabajando en corriente alterna. En este último caso, según se atrase o adelante el pulso de disparo, se controla el punto (o la fase) en el que la corriente pasa a la carga. Una vez arrancado, podemos anular la tensión de puerta y el tiristor continuará conduciendo hasta que la corriente de carga disminuya por debajo de la corriente de mantenimiento (en la práctica, cuando la onda senoidal cruza por cero)
Cuando se produce una variación brusca de tensión entre ánodo y cátodo de un tiristor, este puede dispararse y entrar en conducción aun sin corriente de puerta. Por ello se da como característica la tasa máxima de subida de tensión que permite mantener bloqueado el SCR. Este efecto se produce debido al condensador parásito existente entre la puerta y el ánodo.
Los SCR se utilizan en aplicaciones de electrónica de potencia, en el campo del control, especialmente control de motores, debido a que puede ser usado como interruptor de tipo electrónico.

## Tiristor tetrodo

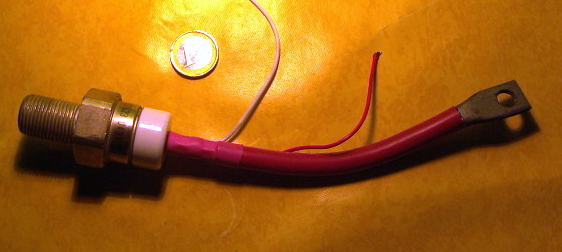
SCR. El cable blanco es la puerta. El rojo fino sirve de referencia de la tensión de cátodo.

Son tiristores con dos electrodos de disparo: puerta de ánodo (anode gate) y puerta de cátodo (cathode gate). El BRY39 es un tiristor tetrodo.

## Parámetros del SCR
- VRDM: Máximo voltaje inverso de cebado (VG = 0)
- VFOM: Máximo voltaje directo sin cebado (VG = 0)
- IF: Máxima corriente directa permitida.
- PG: Máxima disipación de potencia entre compuerta y cátodo.
- VGT-IGT: Máximo voltaje o corriente requerida en la compuerta (G) para el cebado
- IH: Mínima corriente de ánodo requerida para mantener cebado el SCR
- dv/dt: Máxima variación de voltaje sin producir cebado.
- di/dt: Máxima variación de corriente aceptada antes de destruir el SCR